# Трибадизм

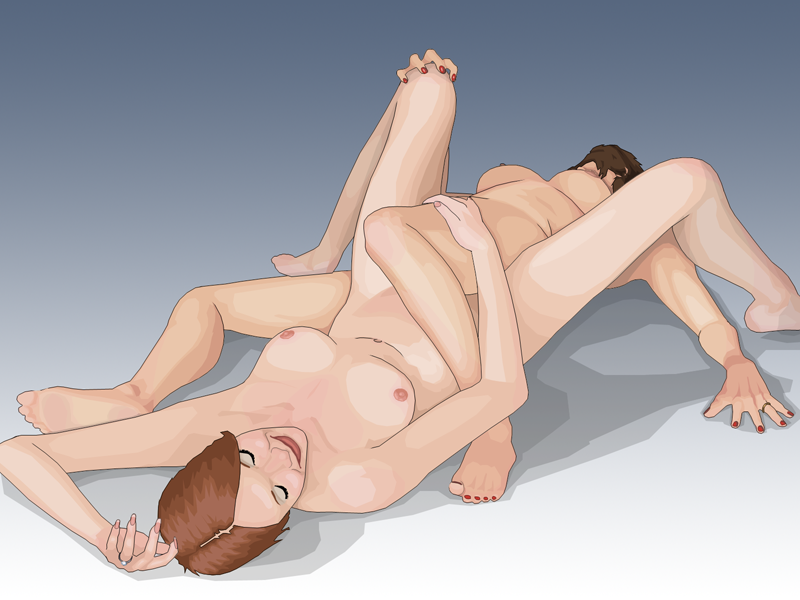
Женщины, занимающиеся трибадизмом в позиции «ножниц»

Трибади́зм  (/ˈtrɪbədɪzəm/; от др.-греч. τριβάς «трибада», от τρίβω «тереть») — вид фроттажа, являющийся формой непроникающего секса между женщинами и заключающийся в стимуляции вульвы о тело партнёрши. Это включает как взаимный генитальный контакт, так и трение о ногу, живот, ягодицы, грудь, руки или другую часть тела партнёрши, кроме рта. Практикуются и другие позы, включая миссионерскую.

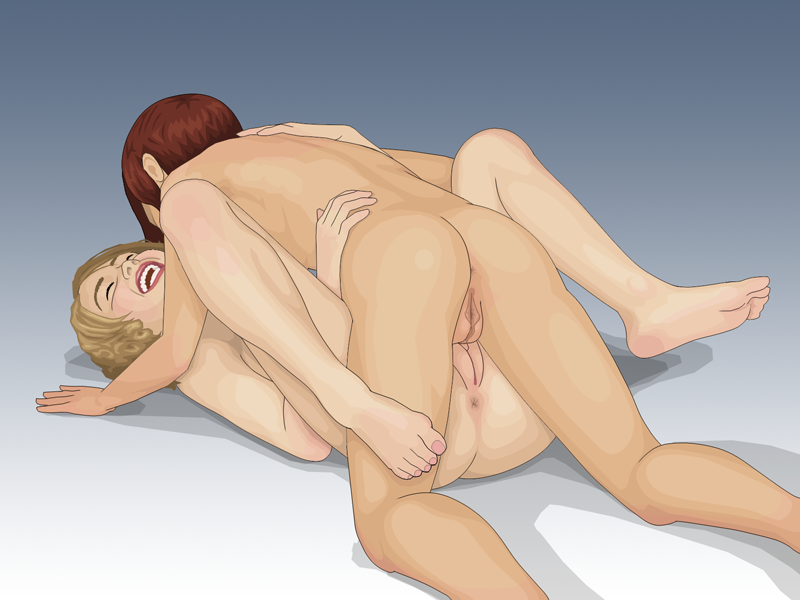
Трибадизм в миссионерской позиции

В Древней Греции трибадизмом называлось лесбиянство, а «трибадами» — женщины, занимающиеся сексом сами с собой либо с другими женщинами. До начала XX века этот термин употреблялся для обозначения женской гомосексуальности в целом.